# Кожин, Александр Сергеевич
Александр Сергеевич Кожин (род. 10 апреля 1990 года) — российский спортсмен, стрелок из лука. Бронзовый призер чемпионата мира в помещении в командных соревнованиях (2016). Чемпион Европы в командных соревнованиях (2016). Трехкратный серебряный и бронзовый призер чемпионата Европы в помещении в личных и командных соревнованиях (2011, 2013, 2015). Серебряный призер финала кубка мира в помещении в личных соревнованиях (2016). Серебряный призер этапа кубка мира в помещении в личных соревнованиях (2016).
Четырехкратный чемпион России (2011 - дважды, 2015, 2016) и бронзовый призер чемпионата России (2013) в личных соревнованиях. Трехкратный серебряный (2013, 2018, 2019) и двукратный бронзовый (2015, 2017) призер чемпионата России в командных соревнованиях. Бронзовый призер чемпионата России в смешанных командах (микст) (2016). Двукратный чемпион России в помещении (2011, 2015), серебряный (2013) и бронзовый (2017) призер чемпионата России в помещении в личных соревнованиях. Пятикратный чемпион России в помещении (2008, 2012, 2016, 2017, 2020), серебряный (2011) и бронзовый (2018) призер чемпионата России в помещении в командных соревнованиях (по данным от 2008 года).
Мастер спорта России международного класса (2008).